# 볼테르
볼테르(프랑스어: Voltaire, 프랑스어 발음: [vɔltɛːʁ])라는 필명으로 알려져 있는 프랑수아마리 아루에(프랑스어: François-Marie Arouet, 프랑스어 발음: [fʁɑ̃swa maʁi aʁwɛ], 1694년 11월 21일~1778년 5월 30일)는 프랑스의 대표적인 계몽주의 작가이다. 《샤를 12세의 역사》, 《루이 14세의 시대》, 《각 국민의 풍습·정신론》, 《캉디드》 등이 대표작이다.

## 생애
파리의 공증인 집안에서 출생하였다. 볼테르는 열 살에 예수회가 운영하던 루이 르그랑(Louis le Grand) 학교에 들어가, 어린 나이에 두각을 드러내었고 평생 이어갈 교우관계 또한 형성했다. 열두 살이 되었을 때 대부(代父)인 샤토뇌프 신부가 그를 쾌락주의적이고 무신론적인 귀족들과 시인들이 모이는 ‘탕플(Temple)’이라는 문학 살롱에 데리고 갔다. 17세에 루이 르그랑 학교를 떠나면서 아버지에게 문인이 되고 싶다고 말하지만 아버지는 이에 반대하며 법조계를 택하라고 강경하게 권한다. 그래서 법학 대학에 등록은 하지만 탕플을 계속 드나들면서 사치와 방탕을 선망한다. 이후에도 소(Sceaux) 성(城)의 문학 살롱을 드나들면서 재기를 발휘하며 문학적 재능을 증명해 보이던 그는 24세라는 아주 이른 나이에 《오이디푸스》(Oedipus, 1718)라는 비극 작품으로 유명해진다. 그 시대의 많은 작가들이 그렇듯 볼테르도 존중받는 장르였던 비극과 시로써 작품 활동을 시작했던 것이다.
또한 그는 일찍부터 문학에 뜻을 두고 자유사상가와 사귀었다. 1717년 루이 15세의 섭정 오를레앙 공작 필리프 2세를 풍자한 시를 썼다고 오인돼 투옥되었다. 출옥 후 비극 《오이디푸스》의 대성공으로 이름을 날렸다. 그는 또한 궁정에서도 주목을 끈다. 그는 '아루에(Arouet)'라는 평민의 성을 버리고 '아루에 2세(Arouet Lejeune)'의 글자 순서를 바꾸어 자칭 '드 볼테르 씨(M. de Voltaire)'가 되었다. 이 필명은 쉽게 받아들여졌고, 왕비는 친밀하게 그를 ‘내 가엾은 볼테르’라고 불렀다.
그러나 어느 날 슈발리에 드 로앙이 하인들을 시켜서 그를 곤봉으로 후려치게 한다. 자기의 좋은 친구들이라고 생각하고 있었던 공작이나 후작들이 자신이 당하는 모습을 보고 만류하거나 옹호해 주기보다는 재미있어하는 것을 본 그의 분노는 극도에 달한다. 그는 슈발리에에게 결투를 요구했지만 그의 이 불손한 행위로 그는 바스티유 감옥에 투옥되었다. 그는 그곳에서 영국으로 건너간다는 약속을 하고서야 겨우 풀려났다. 이러한 것이 불평등과 전제정치에 관해서 그가 겪은 첫 경험이 된다.
전제정치의 악폐를 통감한 그는 자유로운 영국에 공감을 가지고 로크와 뉴턴의 영향을 받아 비판정신은 더욱 강고히 되었다. 영국에 머무르는 동안 서사시 《라 앙리아드》(La Henriade, 1728)를 출판하였다. 라 앙리아드는 로마 가톨릭 교회와 개신교간 종교 전쟁의 에피소드와 앙리 4세의 즉위를 노래한 시이다. 광신의 무서움을 고발하고 프랑스의 정치 체제를 비판했다.
1729년 프랑스로 귀국했지만 셰익스피어 연극의 영향이 짙은 비극 《자이르》(Zaïre, 1732)에 이어서 발표한 《철학서 간》(Lettres philosophiques)이 영국을 찬미하고 프랑스를 비방하였다는 이유로 당국의 노여움을 사게 되어 책은 불태워지고 그의 애인인 샤틀레 후작부인의 영지에 가서 10년간 저술과 연구를 하며 세월을 보냈다. 한때 프랑스 궁정의 역사 편찬관이 되었고 이어 프리드리히 국왕의 초청으로 프로이센에 가서 《루이 14세의 시대》(Le Siècle de Louis XIV, 1751)를 완성하고 그 후 여러 곳을 전전하였다.
수년간을 제네바에서 보내다가 1753년 프랑스령으로 제네바와 가까운 페르네에 정주하며 시·극시·우화·소설·수필 등 여러 방면에 걸쳐 작품을 발표하여 전 유럽에 '볼테르 시대'를 이룩하였다. 진보파의 영수로서 '페르네 장로'라 불렸고 반 봉건, 반 가톨릭 교회 캠페인을 전개하였다. 그중에서도 가톨릭에 대한 광신이 원인이 된 부정 재판을 탄핵한 칼라스 사건 등의 실천운동은 유명하다. 그 소산인 《관용론》(Traité sur la tolérance, 1763)을 비롯하여 역사책 《풍속시론》(Histoire des voyages de Scarmentado écrite par lui-même, 1756), 사상소설 《캉디드》(Candide, ou l'Optimisme, 1759), 《철학사전》(1756)은 이 시기의 대표작이다.
작가로서의 볼테르는 비극 작품들과 서사시, 역사물 등을 통해 빠른 성공을 거두었다. 하지만 이런 작품들은 오늘날에는 별로 읽히지도 않거니와 잘 알려져 있지도 않다. 반면, 나중에 재미 삼아 쓰고 익명으로 출간한 콩트들이 오늘날까지 매우 잘 알려져 있다. 그중 가장 많이 읽히고 널리 알려진 작품은 《캉디드》, 《자디그》(Zadig, ou la Destinee, 1748), 《랭제뉘》(L'Ingenu, 1767)이다. 디드로의 『백과전서』 집필에도 참여하는 등 철학자로서, 작가로서, 행동하는 양심으로서 평생 왕성한 활동을 벌인 볼테르는 84세까지 장수를 누렸지만, 프랑스 대혁명은 보지 못하고 1778년 5월 30일에 죽었다. 1791년에는 국가를 위해 큰 공헌을 한 인물들만 들어가는 팡테옹에 안치되었다.

## 사상

### 로마 가톨릭교회 비판
프랑스 계몽기의 대표적 철학자로 꼽히는 볼테르는 프랑스의 지성사에서 특별한 위치를 차지한다. 종교적 광신주의에 맞서서 평생 투쟁했던 그는 관용 정신이 없이는 인류의 발전도 문명의 진보도 있을 수 없다고 생각했다. 그래서 다양한 장르를 넘나드는 그의 저서들 속에는 당대의 지배적 교회 권력이었던 로마 가톨릭교회에 대한 비판이 꾸준히 등장한다. 그의 생각에 반대하는 사람들은 그가 전통적 가치들의 토대인 기독교 정신을 무너뜨리려 하고, 풍기를 문란케 한다고 비난했다. 나이가 70세에 가까웠을 때는 그 유명한 ‘칼라스 사건’을 계기로 종교적 불관용의 희생자들을 변호하고 돕는 활동들을 사재를 털어가면서까지 적극적으로 벌여서 오늘날까지도 관용의 상징적 인물로 존경받고 있다. 볼테르는 로마 가톨릭교회가 이단으로 규정해 가혹하게 탄압하던 개신교도 종교의 자유를 가져야 한다고 주장할 정도로 당시로서는 대단히 진보적인 주장을 한 철학자였다.
볼테르는 캉디드, 랭제뉘 등 풍자소설로 당시 강력한 지배계급이었던 로마 가톨릭교회와 예수회의 부패와 부도덕을 공격했다. 또 《관용론》에서 칼라스 사건으로 처형된 장 칼라스를 적극 옹호하며 가톨릭 교회의 광신을 고발한다. 그는 이 책에서
| “ | "불관용은 신의 법도 아니다. 그대들이 예수 그리스도를 닮고자 한다면, 순교자가 될지언정 망나니가 되지말라" | ” |

고 말하며 종교의 관용을 주장했다.

### 사상적 관용
그는 디드로 등의 백과전서파를 적극 지지하고 기독교적인 광신, 종교적 편견, 독단적 형이상학 등을 맹렬히 공격하면서 17세기의 이원론적 경향에 반기를 들어 뉴턴이 확립한 자연과학적 인식을 휴머니즘의 윤리에 의하여 현실 사회와 결부시키려고 하였다. 그의 회의적 상대주의는 자연 과학적 인식의 현실화·통속화의 결과였다. 만년에는 이론적 회의를 실천적 확신에까지 끌어올려 자연법의 규범성을 신이 준 불변의 법으로 인정하려 하였다. 그가 각광을 받은 시기는 오래가지 않았으나, 유럽의 모든 지식인들에게 큰 영향을 미쳤다.

## 역사가 볼테르
《랑송불문학사》를 쓴 귀스타브 랑송은 "볼테르의 기술은 모든 것에 있어서 똑똑히 볼 것을 필요로하는 끊임없는 이성의 행사이다. 어던 회화적인 세부가 거기에 끼여들어가는 때도 있지만, 그것은 보통 이 세부가 일종의 설명 방법이기 때문이다"며 볼테르를 프랑스 근대 역사가의 진정한 선구자로 높이 평가했다. 볼테르의 역사적 저술은 다음 두 작품이 대표적이다.

### 《샤를 12세의 역사》
《샤를 12세의 역사》(Histoire de Charles XII, 1731)는 볼테르가 스웨덴의 국왕인 샤를 12세(스웨덴어로는 칼 12세)에 대하여 기술한 역사서이다. 1731년에 초판이 발행되었다.

### 《루이 14세의 시대》
《루이 14세의 시대》(Le Siècle de Louis XIV, 1751)는 볼테르가 쓴 역사서이다.그는 이 책을 쓰기 위해 루이 14세의 만년을 목격했고, 수많은 사람들의 의견을 물었고, 미간행 수기들을 조사했으며, 인쇄된 2백권의 회상록을 읽었으며, 사료 편찬관의 직책으로 국가의 고문서 보관소에서 많은 자료를 바탕으로 하여 썼다.
이 작품은 크게 세 부분으로 나뉠 수 있는데
- 첫째 부분은 제 3장에서 24장까지로 루이 14세 시대 정치적, 군사적 사건을 개관했다. 루이 14세의 미성년 시절부터 마자랭 추기경의 죽음에 이르기까지 (3~6장), 루이 14세의 즉위부터 니메그의 강화까지(7~13장), 루이 14세의 야망과 우트레히트 강화까지(18~23장) 유럽 정세를 다룬다.

- 둘째 부분은 29장서 34장에 이르기까지 국민에게 더 중요한 주제'인 내정 문제를 다룬다. 여기에서 그는 부르즈와 계급을 부유케 한 콜베르를 강력하게 옹호한다. 이어 지혜와 비판 정신을 퍼뜨린 과학, 그리고 문학을 언급하며 베이콘, 뉴튼, 갈릴레이 등을 소개한다. 또 라시느, 브왈로 등을 일류로 내세우고 있다.

- 세번째 부분은 35장서 39장 까지로 종교를 다룬다. 그는 로마 가톨릭교회 성직자들의 재산의 과장된 크기를 올바르게 평가하고, 진짜 추문은 그 재산의 고르지 않은 분배에 있음을 증명하고 있다.그는 여기에서 유덕한 중국인들이 어떻게 성 도미니크회와 예수회 전도사들을 추방했는가를 이야기하고 있다.[3]

## 경제 활동
볼테르는 복권과 주식 투기, 국제 무역과 대부업으로 재산을 늘여 1759년 페르니 성을 구입하여 생애 마지막 20년을 이 성에서 살았다. 지주였던 그는 황무지나 다름없었던 땅에 마을이 들어서도록 수완을 발휘했다. 볼테르가 사망할쯤 그의 연간 세수입은 매우 커져서 프랑스에서 가장 부유한 20대 영주에 들었다. 볼테르는 당대 가장 유명한 문인이었을 뿐만 아니라 유럽에서 가장 부유한 평민이기도 하였다.
그는 대부업으로 재산을 많이 늘렸는데, 당시 이자를 목적으로 돈을 빌려주는 고리대금업은 법적으로 금지되어 있었으나, 그는 왕실에 거액을 빌려주고 종신연금을 받았다. 1752년 뷔르템베르크의 샤를 외젠 왕자에서 15만 리브르를 빌려주고 죽을 때까지 1만 5천 750프랑을 연금으로 받기로 했다. 사후에는 조카이자 정부였던 드니 부인에게 매년 7천 500프랑을 지불한다는 약속도 받아냈다.

## 저서

### 철학서간 (Lettres philosophiques sur les Anglais,1733)
런던에 망명한 젊은 볼테르는 거기서 열렬한 환영을 받았다(1726년). 그는 그 곳에서 보고 들은 모든 것에 감동한다. 그는 프랑스에 돌아와 자국민들에게 자유로운 정치란 무엇인가를 보여주고자 했다. 그렇게 함으로써 그들을 짓누르고 있는 전제주의와 로마 가톨릭교회의 압제를 견딜 수 없는 것으로 만들어 주려고 하였다.
이 책은 총 25통의 편지로 구성되어 있다.
- 편지 1~7은 영국의 종교, 특히 퀘이커 교도들을 다루고 있는데 프랑스의 가톨릭교회 성직자들에 대한 독설로 가득 차 있다. 볼테르는 '만약 영국에 종교가 하나밖에 없다면, 그 독재는 무서운 것이 되리라. 만약에 두 개의 종교가 있다면, 그것들은 서로 목을 자르리라. 그러나 30개의 종교가 있으므로, 그것들은 평화롭고 행복하게 살고 있다"고 말하며 종교의 관용을 주장한다.
- 편지 8~10은 영국의 정치 체제를 이상화하면서 그 특징을 논하고 있다.
- 편지11~17은 철학에 관한 것으로 실험적 방법과 그 창시자 베이컨에 찬사를 바치고, 로크와 뉴튼에 대해서도 찬사를 보낸다.
- 편지18~22는 문학에 바쳐져 있다. 특히 셰익스피어의 자연스러움과 강렬한 상상력을 찬양한다.
- 편지23~24는 문학을 사회적 관점에서 고찰한다.
- 편지 25는 파스칼의 갖가지 사상에 관하여 비판적인 의견을 담고 있는데 특히 문제가 된 이 부분이다.

| “ | 영국인들은 지상에서 유일하게 국왕에 저항하여 국왕의 권력을 규제할 수 있었고, 계속되는 투쟁을 통하여 군주가 선을 행할 때는 강력하지만 동시에 악을 행하려 하면 제지당하고, 백성들이 혼란없이 정치에 참여하는 지혜로운 정부를 결국 수립했던 민족이다. | ” |

### 랭제뉘(L'Ingénu)
볼테르가 『랭제뉘』(L'Ingénu)를 쓴 시기는 1760년대이지만 이야기의 시간적 배경은 1689년이다. 그런데 이야기 속에서는 두 시기의 다양한 사건들이 서로 뒤섞여 있다. 때문에 당대의 프랑스 독자들은 『랭제뉘』에 등장하는 인물들과 사건들로부터 당시의 현실들과 관련된 은유적인 부분들을 찾으려 했고, 그러는 가운데서 큰 즐거움을 느꼈다. 이 작품이 그만큼 시사적인 문제들과 밀접한 관련이 있었다는 얘기다. 볼테르가 자신의 이름을 밝히지 않고, ‘케넬 신부의 원고들에서 발췌한 실화(Histoire veritable tiree des manuscrits du Pere Quesnel)’라는 부제를 붙인 것도 그러한 민감한 사안들을 다루고 있기 때문일 것이다. 『랭제뉘』는 1767년 봄에 집필되고 7월에 인쇄되어 8월에 제네바에서 익명으로 먼저 출간되고 이어서 파리에서도 출간되었으나, 파리에서는 경찰에 의해 즉각 회수되었다.

#### 주제

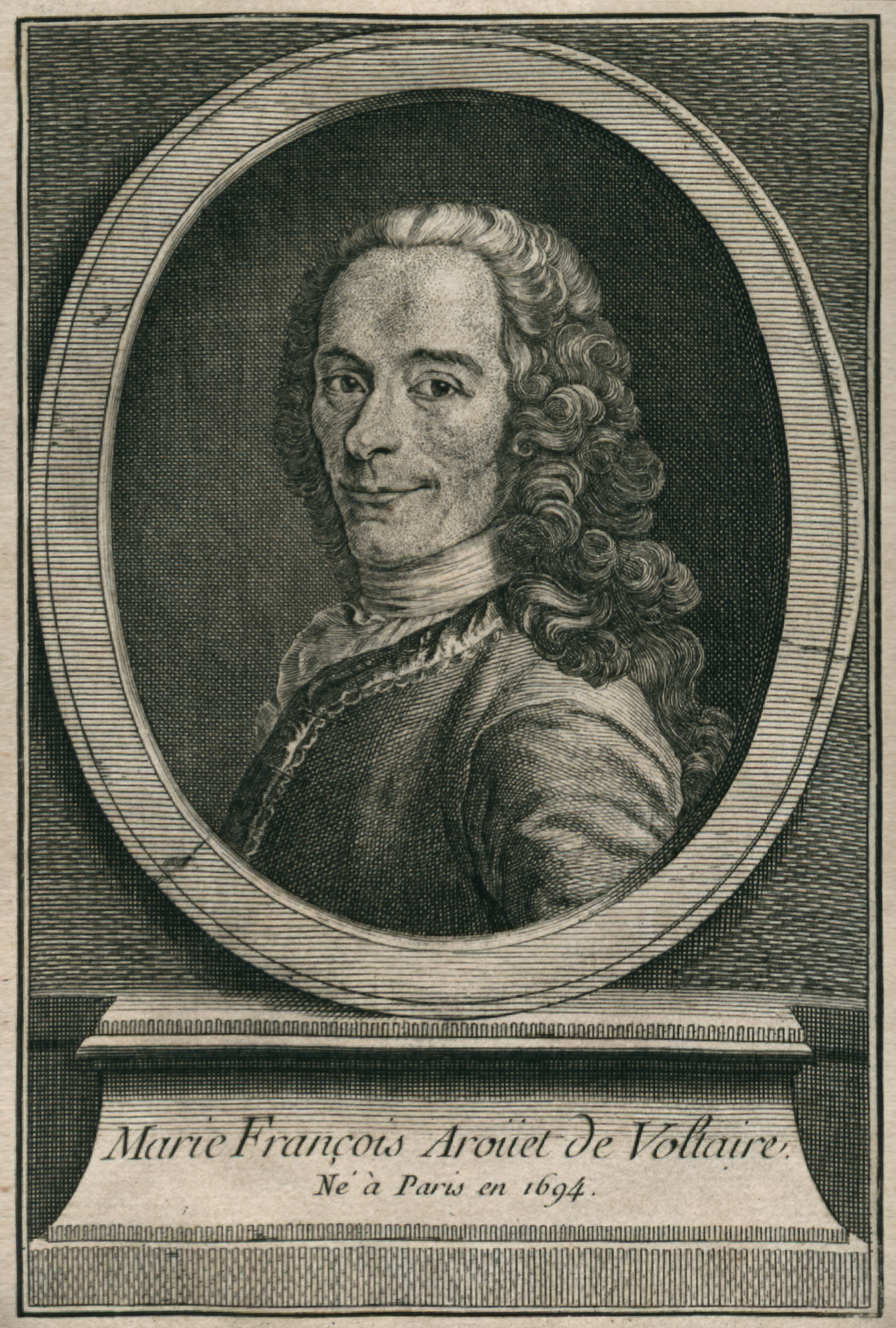
Elémens de la philosophie de Neuton, 1738

주인공 랭제뉘는 이야기 초반에서 아메리카 대륙의 휴런족 청년으로 소개된다. 아메리카 대륙이 있다는 사실이 유럽에 알려지자,유럽에서는 문명의 발전이 빚어낸 모순으로부터 자유로울 수 있는 이상적인 인간형을 원시 상태에서 찾고자 하는 흐름이 존재했다. 이로써 볼테르는 당시 유행하던 ‘선한 원시인(bon sauvage)’이라는 문학적·철학적 전통의 흐름을 타는 셈이다. 랭제뉘는 이 작품에서 유럽의 문명과 가톨릭교회에 대한 비판을 감행하는 볼테르의 대변자 역할을 한다. 하지만 그는 문명을 희생시키고 원시적인 삶을 찬양하는 ‘선한 원시인’ 신화를 그대로 받아들이지는 않는다. 때문에 그는 작품에서 자신의 ‘선한 원시인’ 랭제뉘에게 문명을 학습할 기회를 제공하며, 이를 통해 이 휴런족 청년은 지식의 습득과 함께 정신적 성장도 하게 된다. 자연 상태에서 오염되지 않았던 그의 자유롭고 순수한 정신이 교육으로 인해서 비로서 빛을 발하게 된다는 것이 바로 ‘선한 원시인’ 담론에 대한 볼테르의 입장이었던 것이다.
볼테르는 일찍이 『사교계인(Le Mondain)』(1736)이라는 시를 통해 문명의 이점들을 찬미한 바 있다. 즉, 그는 문명의 폐해를 벗어나 자연으로 회귀할 것을 주장하는 것이 아니라, 문명이 나아가야 하는 방향과 회복해야할 인간적 덕성들을 주장하고 있는 것이다.

##### 사회 논박
- 기독교 논박
『랭제뉘』가 이렇게 프랑스 정부 당국의 검열을 통과하지 못한 이유는 앞에서도 언급된 바처럼 당대의 프랑스 사회에 대한 다양한 풍자들을 담고 있기 때문이다. 볼테르는 종교적인 갈등 상황을 묘사하면서 반목하고 있던 장세니스트들과 예수회 양쪽 모두를 포함해서 가톨릭교회 전체를 비난하고 있다. 이 책에 나타난 종교적 비판의 내용은 광신주의에서 비롯된 폭력, 예수회 신부들의 위선과 부패, 성서를 하느님이 구술한 책이라고 주장하면서도 실은 매우 자의적으로 해석하는 로마 가톨릭교회의 모순, 장세니스트들의 형이상학적 논쟁 취향, 사랑이라는 자연적 감정에 반대하는 로마 가톨릭교회의 반자연적 성향 등에 관한 것들이다.
- 정치 논박
또한 그는 왕의 봉인장제도 및 궁정인들의 도덕적 타락, 군대 계급이나 행정직들을 사고파는 제도 등 정치적인 비판에도 힘을 쏟는다. 특히 왕이 마음대로 시민들의 자유를 제약하는 것을 가능케 하는 봉인장 제도의 폐해는 이 작품의 플롯에서 핵심적 동인으로 작용하고 있다. 볼테르 자신도 이 제도의 희생자가 되어 두 차례나 바스티유 감옥에 갇힌 적이 있었을 만큼, 봉인장 제도는 18세기의 근본적인 문제이자 주된 관심사로 떠오른 사안이었다.

### 미크로메가스(Micromégas)
볼테르가 인식하고 있는 인간과, 그 인간이 깃들이고 있는 지구의 실체는 비참하리만큼 초라하다. 지구라는 이 행성은 기껏 하나의 ‘진흙덩이’ 혹은 ‘진흙 원자’에 불과하다. 또는 하나의 ‘개미탑’이나 ‘두더지 흙두둑’일 뿐이다. 그리고, 광막한 우주 공간에서 그 ‘먼지 알갱이’ 표면에 기생하며 꺼떡거리는 우리 인간의 모습은 ‘벌레’나 ‘좀’의 꼴과 다름없다. 그렇건만, 그 무한히 작은 것이 무한히 거만하다. 심지어, 그 보잘것없는 주제에, 유독 자기들에게만 ‘영혼’이라는 것이 있다는 점을 무슨 특권처럼, 혹은 절대자가 내린 신표(信標)처럼 자랑스러워한다. 하지만 그 영혼이라는 것이 무엇이냐고 물으면, 아무도 시원스러운 대답을 하지 못한다. 영혼이란, 소크라테스의 다이몬(daimon)이나 플라톤의 이데아 등이 그렇듯이, 그 실체가 규명되지도 정의되지도 않은, 순전한 몽상 내지 망상의 소산일 뿐이다. 물론 망상의 소산이라고 하여 그것이 존재하지 않는다고 단정할 수는 없을 것이다. 그러나, 이 우주에 존재하는 무한수의 생명체들 중 유독 자기들에게만 영혼이라는 그 입증되지도 않은 신표가 있다고 주장하는 일부 인간 집단의 몽상은, 또 하나의 불가사의이며 경이로운 현상이다. 물론 그 현상 역시, 소크라테스나 플라톤과 같은 몽상가들의 유산일 수 있으며, 그것이 아마 미신의 굴레를 완전히 벗어던지지 못한 ‘형이상학’이라는 아귀다툼의 실마리가 되었을지도 모른다. 소크라테스와 플라톤 없는 성 아우구스티누스를 상상이나 할 수 있겠는가? 예수교의 존속을 가능케 한 자양을 공급한 이들이 그 두 몽상꾼 아닌가? 델포이를 비롯한 여러 곳 신전들의 신탁(信託)과 ‘선지자’란 말은 무관한 것일까? 델포이 신전과 바티칸 신전이 전혀 이질적인 유물일까? 나아가, 프로메테우스와 크리스토스(Christos)는 전혀 무관한 존재들일까?

### 철학 사전 (Dictionnaire philosophique)
볼테르는 프로이센 왕의 만찬 석상에서 이 책을 구상했다. 그리고 1764년 철학 사전이라는 표제 아래 한 권의 책을 간행하는데 그것이 판을 거듭하면서 불어나, 몰랑판으로 4권의 분량이 되기에 이르렀다. 처음의 표제는 《휴대용 철학 사전(Dictionnaire philosophique)》이었다가, 나중에 《알파벳 순의 이성(La raison par alphabet)》이라고 고쳤다. 이 작품은 파리고등법원에 의해 소각되고 작가에 대해서 맹렬한 비판이 일어, 경망하고 부패하고 파렴치하고 맹수 같은 사람이라는 비난을 받았다.
이 작품 역시 로마 가톨릭교회를 비판하고 있다.

## 같이 보기
- 피터 게이